# Берестейський мир (з Росією)
Берестейський мир або Брест-Литовська мирна угода — сепаратний мирний договір між Центральними державами та Російською Федеративною Радянською Республікою, підписаний 3 березня 1918 року в Бресті-Литовському представниками Німецької імперії, Австро-Угорської імперії, Османської імперії і Болгарського царства з одного боку та Радянської Росії — з іншого.
Угода зафіксувала поразку Росії та вихід її з Першої світової війни.
Росією Угода була підписана на порушення Угоди між країнами Антанти від 5 вересня 1914 року, згідно якого держави зобов'язувалися не укладати у поточній війні сепаратного миру.

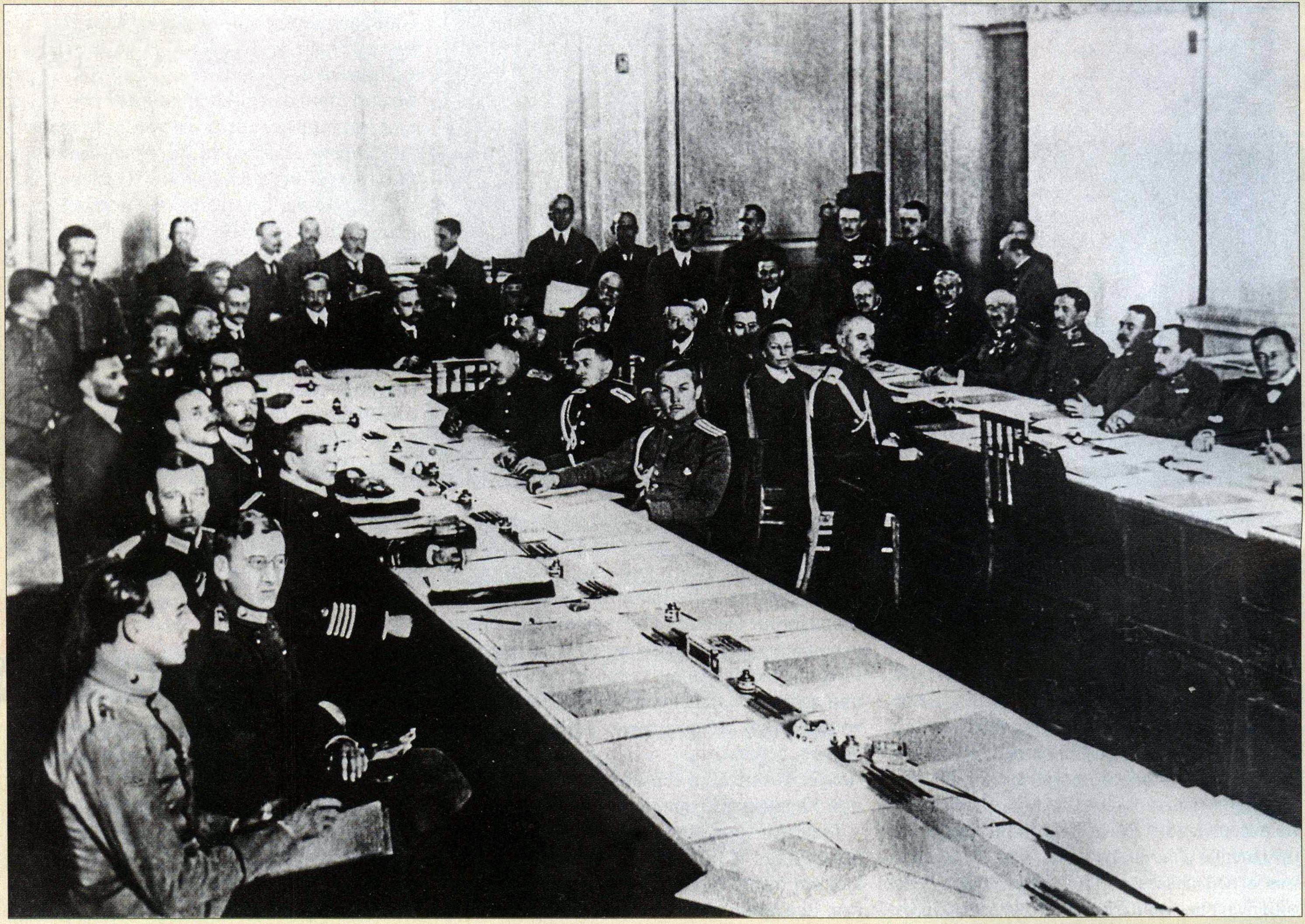
Засідання російської (Російська радянська республіка), німецької та української (УНР) делегацій у лютому 1918 року.

## Передумови сепаратної угоди
Дипломатичне зондування можливості сепаратної мирної угоди між Німеччиною і Російською імперією розпочалося вже 1915 року. Для нього уряд Німеччини використовував даньського та шведського монархів, але найбільш широко — німецьку агентуру у придворних колах російського імператора Миколи II.
Марія Олександрівна Васильчикова, фрейліна імператорського двору, що перебувала на той час у своєму маєтку в Австрії, і яка мала зв'язки у придворних колах Відня та Петрограда, надіслала Миколі II три листи, де повідомляла, що Вільгельм II готовий укласти мир. Але коли Марія Васильчикова у грудні 1915 року приїхала до Петрограда, з метою отримати аудієнцію в імператора, і це стало відомо публіці, то вона була вислана зі столиці.
Були спроби переговорів і через німецьких родичів імператриці: у квітні 1915 року вона отримала листа від свого брата, принца Ернста-Людвіга Гессенського, із пропозицією розпочати переговори про мир.
У липні 1916 року у Стокгольмі відбулася зустріч банкіра Макса Варбурга, неофіційного агента уряду Німеччини, й товариша Голови Державної думи Російської імперії Олександра Протопопова. Макс Варбург виклав німецькі умови укладення миру. Про них Протопопов повідомив деяких членів Державної думи і, коли про це стало відомо імператорові, був викликаний для доповіді Миколою II.
Думку про сепаратний мир підтримував голова Ради міністрів Борис Штюрмер та впливова особа при імператорському дворі Григорій Распутін. Міністр закордонних справ Російської імперії Сергій Сазонов ставився негативно до усіх цих спроб, але у липні 1916 року його замінив прямий ставленик Распутіна Олександр Протопопов.
У грудні 1916 року, після здобуття німцями Бухареста, уряд Німеччини звернувся до урядів нейтральних держав із нотою, у якій запропонував «негайно розпочати мирні переговори».
У лютому 1917 року було досягнуто домовленості про зустріч представників Росії й Австро-Угорщини. На початку березня принц Максиміліан Баденський звернувся з листом до Миколи II умовляючи його укласти мир. Але лист вже не надійшов до адресата: у Росії почалася революція.
У Росії під час війни склалося надзвичайно скрутне становище: попри те, що сировини і «гарматного м'яса» вистачало, — економічна відсталість, слабкість промисловості, розлад транспорту, плутанина та злочинні крадіжки адміністрації не дозволяли їх використати. Становище Росії було безпорадним, а економічна ситуація посилювала революційні настрої народу. Після революційних подій 1917 року, завдяки діяльності більшовиків з дезорганізації армії, а, особливо, після Жовтневого перевороту, становище ще погіршилося.
Більшовики, прийшовши до влади, повернулися до практичної реалізації ідеї сепаратного миру.

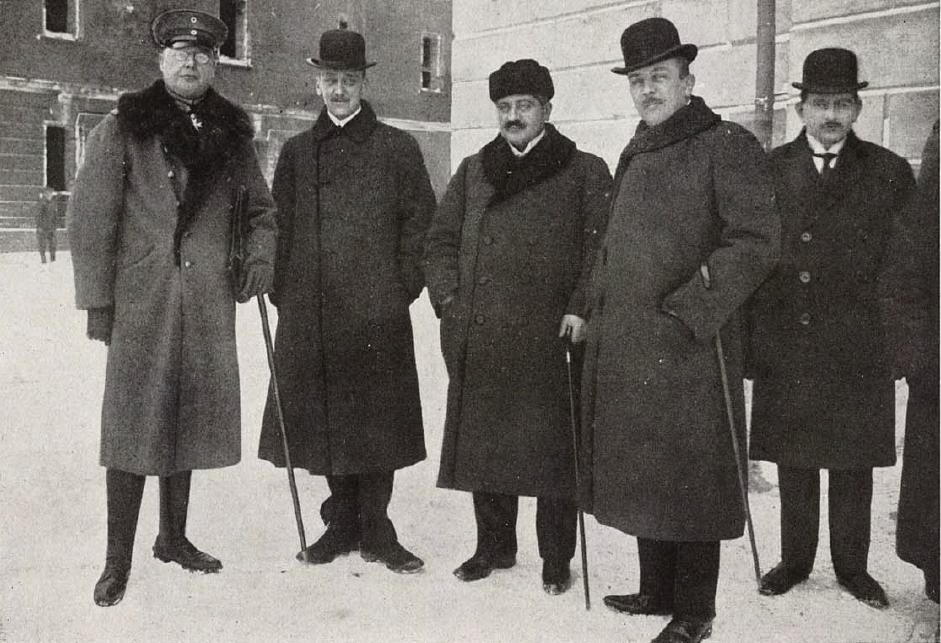
Делегати Центральних держав, зліва направо: німецький генерал Макс Гофман, австро-угорський міністр закордонних справ, граф Оттокар Чернін, представник Османської імперії Мехмед Талаат-паша, і представник німецького МЗС Ріхард фон Кюльман.

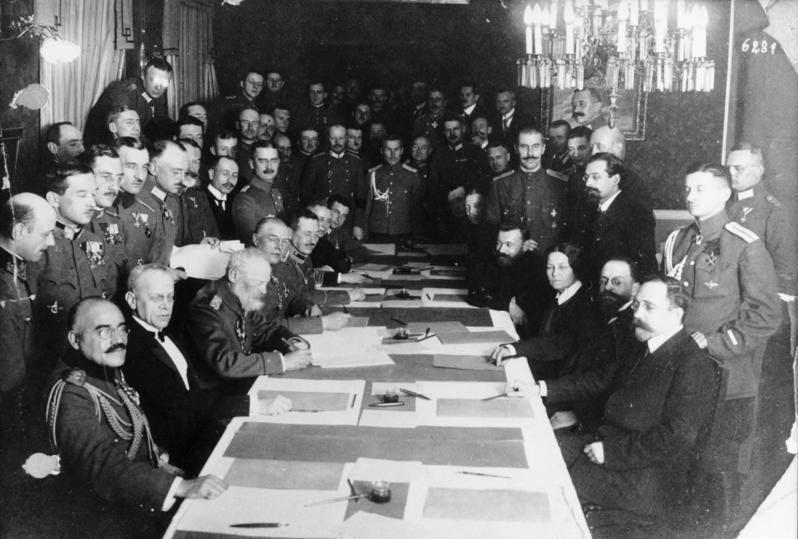
Підписання прелімінарної мирної угоди у Бресті-Литовському 15 грудня 1917 року

Землі, які втратила Росія внаслідок Берестейської угоди

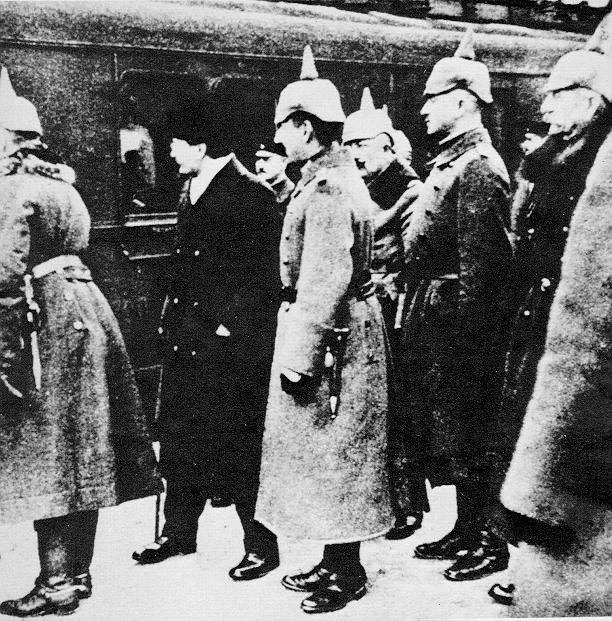
Російську делегацію на чолі з Левом Троцьким зустрічають німецькі офіцери в Брест-Литовську (прес-фото).

## Хід переговорів
10 (23) листопада 1917 року голови військових місій союзних держав при штабі Верховного головнокомандувача вручили генералу Миколі Духонину колективну ноту з протестом проти порушення договору від 5 вересня 1914 року, яким союзники зобов'язувалися не укладати сепаратного миру чи перемир'я.
Питання про підписання сепаратного мирного договору із Центральними державами вимагало практичного рішення Раднаркомом Радянської Росії, коли до середини січня 1918 року виявилася остаточно відмова союзників Росії взяти участь у мирних переговорах.
На першому (2—5 грудня) та другому (22—28 грудня) етапах німецька делегація на чолі із Кюльманом займала відносно ліберальну, щодо Росії, позицію, погодившись 25 грудня узяти за основу переговорів російський Декрет про мир без анексій та контрибуцій, за умови приєднання до цього принципу країн Антанти. Як російська, так і німецька сторони вважали вимоги російської сторони висунутими лише з метою пропаганди й такими, що безсумнівно не будуть прийняті Антантою.
На початку січня керівництво німецькою делегацією перейшло до представника воєнної партії генерал-майора Гофмана.
Переговори, що завершилися підписанням угоди, відбувалися в три етапи:
- від 9 (22) грудня до 15 (28) грудня 1917 року;
- від 27 грудня 1917 (9 січня 1918) року до 28 січня (10 лютого) 1918 року;
- від 1 до 3 березня 1918 року.

На першому етапі (22—28 грудня 1917 р.) голова радянської делегації А. Йоффе запропонував проводити відкриті засідання з правом публікації їхніх протоколів і обговорити умови демократичного миру без анексій і контрибуцій згідно з Декретом про мир.
Глава німецької делегації міністр закордонних справ Р. фон Кюльман спочатку домігся трьох днів перерви для відповіді, а потім дав згоду, якщо… країни Антанти «без винятку й без застережень» теж погодяться на ці умови. Зрозуміло, що німецьке застереження фактично перекреслювало їх згоду на мир без анексій і контрибуцій. Гофман заявив, що згода німецької делегації не означає звільнення Німецькою імперією загарбаних нею країв, які раніше входили до Росії.
Радянська делегація запропонувала зафіксувати в мирному договорі пункт про виведення російських військ із захоплених ними частин Австро-Угорської імперії, Османської імперії та Персії, а також військ Четверного союзу з Царства Польського, Курляндії, Литви та інших у минулому російських територій. Кюльман у відповідь заявив, що німецькі війська не можуть бути евакуйовані, а ось російські війська повинні вийти з Ліфляндії та Естляндії. У зв'язку з розбіжністю в позиціях домовлено зробити перерву на 10 днів.
З січня 1918 р. до Брест-Литовська прибула делегація Української Народної Республіки на чолі з В. Голубовичем. Того часу в Києві — столиці УНР — перебували офіційні представники Французької республіки й Великої Британії, а також воєнні місії Королівства Італія, Японської імперії, Королівства Румунія, Королівства Сербія та Бельгії. Однак коли УНР почала переговори в Бересті з Німецькою імперією, країни Антанти розірвали з нею відносини. З тієї ж причини США так і не визнали Центральну Раду й уряд УНР.
Делегація УНР у Бересті офіційно оголосила, що не визнає уряд Радянської Росії і почала переговори з країнами Четверного союзу. В Україні тоді встановилося двовладдя — в Києві Українська Центральна Рада, а на частині захоплених Червоною армією Радянської Росії українських земель — маріонетковий уряд Української Народної Республіки Рад, що перебував спочатку у Суджі, а потім у Харкові.
По суті, її влада в Україні стала вже фікцією. Але коли до Берестя прибула делегація радянської Української Народної Республіки Рад, Німецька й Австро-Угорська імперії відмовилися її визнати й вирішили укласти договір з урядом УНР, допомогти йому повернутися в Україну ціною українських продовольчих поставок.

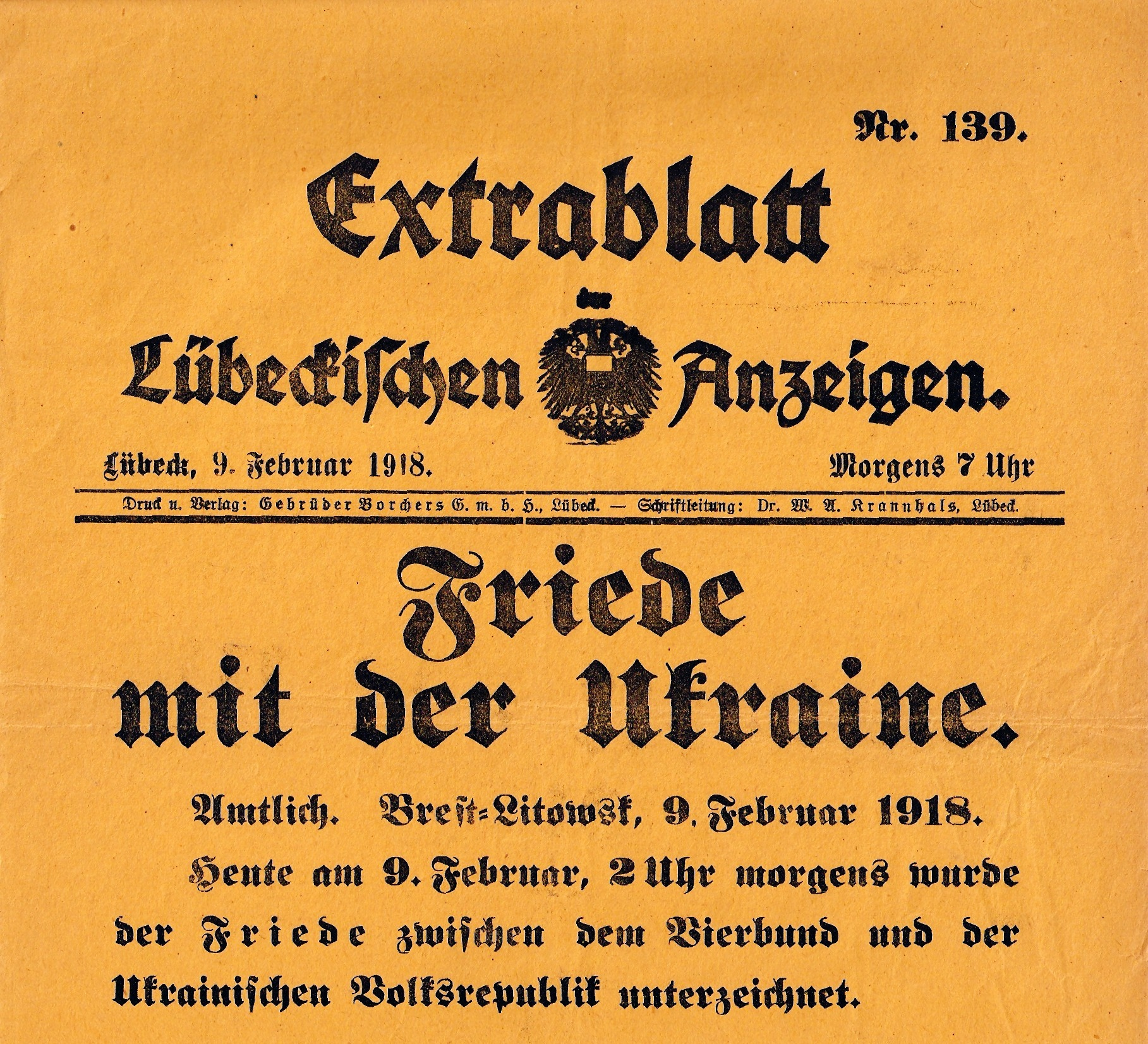
«Мир з Україною» — Спеціальне повідомлення про підписання миру з УНР. 9 лютого 1918

Договір між Українською Народною Республікою й країнами Четверного союзу був підписаний у Бересті 9 лютого 1918 р. Згідно з договором німецькі війська мали зайняти всю Україну, допомогти відновити владу Центральної Ради. Разом з німецькими союзниками війська Центральної Ради ввійшли в Київ 2 березня. За військову допомогу Німецькій імперії УНР зобов'язалася до 31 липня 1918 р. поставити їй близько 1 млн т зерна (60 млн пудів), 44 тис. т м'яса, 600 тис. т залізної руди, 400 млн штук яєць, сало, крупи тощо. Кожний німецький солдат мав право щоденно надсилати поштою додому посилку вагою до 12 фунтів (близько 5 кг). Зайнявши Україну, німецькі війська згодом розігнали Центральну Раду й надали владу про-німецьки орієнтованому гетьману П. Скоропадському.
На другому етапі мирних переговорів радянської Росії з Четверним союзом у Бересті (9 січня — 10 лютого 1918 р.) радянську делегацію очолив Л. Д. Троцький, який зайняв досить дивну позицію. Він не виконав вказівок В. І. Леніна, офіційно визнав делегацію Центральної Ради й дав привід німцям зірвати переговори та перейти в збройний наступ проти радянської держави.
Перед цим етапом переговорів президент США В. Вільсон представив у конгресі 8 січня 1918 р. свою програму мирного врегулювання з 14 пунктів. Ця програма мала загальнодемократичний характер, проте пропонований Вільсоном стабільний світовий порядок передбачав забезпечення США позицій домінуючої держави. Згідно з «14 пунктами» докорінна реконструкція й демократизація системи міжнародних відносин мала здійснюватися насамперед в інтересах могутніх Сполучених Штатів.
Тим часом на конференції в Бересті 18 січня генерал Гофман поклав на стіл перед радянською делегацією карту, де було визначено, яку територію (понад 150 тис. км²) буде відрізано від Росії на користь Німецькій імперії. Росія мала погодитися на зайняття України відповідно до договору з Центральною Радою. Німецька делегація категорично зажадала задоволення її умов. Радянська делегація домоглася нової перерви на 10 днів, яка фактично тривала 12 днів — до 30 січня.
Весь цей час В. І. Ленін вів рішучу боротьбу проти «лівих комуністів», які закликали до «революційної війни» проти Німецької імперії. Він вимагав негайно укласти мирний договір з Четверним союзом, щоб урятувати радянську республіку. Ленін домігся відповідного рішення III Всеросійського з'їзду Рад наприкінці січня й дав категоричну настанову Троцькому на переговорах — «ми тримаємося до ультиматуму німців, після ультиматуму ми здаємо».
Кюльман сформулював для радянської делегації «абсолютно обов'язкові» територіальні вимоги Німецької імперії. Це й був її ультиматум Росії, на який росіяни мали відповісти 10 лютого. Всупереч прямим вказівкам Леніна підписати мир Троцький 10 лютого оголосив на конференції про припинення Росією стану війни й демобілізацію армії, а також про відмову підписати мирний договір з Німецькою імперією. Тобто — «ні війни, ні миру». Мирна конференція в Бересті таким чином була зірвана. Навіть німців здивувала позиція Троцького.
Дії Троцького спочатку були підтримані багатьма організаціями в Петрограді й Москві, зокрема «лівими комуністами» на чолі з М. І. Бухаріним. Але невдовзі виявилася ціна демагогічної заяви Троцького: 18 лютого німецькі війська по всьому фронту перейшли в наступ проти радянської держави. Виникла пряма загроза її існуванню.
Авантюрна позиція Троцького дорого обійшлася радянській державі. Німецькі війська після зайняття України вдерлися в Прибалтику й Білорусь, почали наступ по території Росії. Ленін вимагав негайно прийняти німецькі вимоги, підписати мирний договір і дати збройну відсіч агресорові. Екстрений з'їзд партії ухвалив рішення погодитися на мир з Німецькою імперією.
Третій етап переговорів відбувся 1 — 3 березня 1918 р. в Бересті. Тепер Німецька імперія диктувала набагато кабальніші умови, ніж у січні — на початку лютого. При цьому німецький уряд вимагав прийняти ультиматум протягом 48 годин, а ще через три дні підписати мирний договір і ратифікувати його у двотижневий термін.
Умови німців були настільки несприятливі, що навіть Й. В. Сталін, який до цього підтримував В. І. Леніна, запропонував поки що договір не підписувати. На засіданні ЦК партії Ленін заявив: «Ці умови треба підписати. Якщо ви їх не підпишете, то ви підпишете смертний вирок радянській владі через 3 тижні».
Ленін знову взяв гору. 1 березня радянська делегація в Бересті заявила, що змушена «прийняти умови, які зі зброєю в руках продиктовані Німеччиною Російському урядові». Обговорювати умови договору вона відмовилася.
7 (20) січня 1918 року голова Раднаркому Росії В. Ульянов (Ленін) зазначав, що уряд і керована ним делегація у Бересті «для штучного затягування перемовин» «вже зробили все можливе і неможливе».
Раніше, 27 січня (9 лютого) 1918 року, Центральні держави підписали мирну угоду з делегацією Центральної Ради Української Народної Республіки.

## Ратифікація договору
Угоду ратифікували Надзвичайний IV Всеросійський З'їзд Рад (15 березня) та німецький імператор Вільгельм II (26 березня 1918).

## Виконання умов договору
Як російська, так і німецька сторони із самого початку не розраховували на сумлінне виконання умов договору, як самі, так і супротивною стороною, про що представники керівництва держав заявляли як на таємних нарадах, так і перед масовою аудиторією. Із перших днів після ратифікації договору командування обох сторін вело бойові дії місцевого значення. До того ж уряд Радянської Росії не міг контролювати усі військові формування, що діяли на її території.
Із часом між договірними сторонами, а, фактично, між Росією та Німецькою імперією виникли деякі питання, що потребували вирішення. Після призначення повноважним представником Росії у Німецькій імперії Адольфа Іоффе між сторонами проводились таємні перемовини, що завершились підписанням трьох угод.
Для вирішення питань, що виникли у зв'язку із мирним договором від 3 березня 1918 року, 27 серпня 1918 року був підписаний Російсько-німецький додатковий договір до мирного договору.
Росія погодилася на відокремлення Ліфляндії та Естляндії в обмін на необхідний для економіки Росії доступ до незамерзаючих портів — Ревеля, Риги та Віндави. Росія погодилась на видобування Німецькою імперією марганцевих руд у Грузії і окупацію її німецькими військами, усвідомлюючи, що інакше вона була би захоплена Османською імперією. Росія взяла на себе зобов'язання видалити англійські війська із північно-російських областей, і таке ж зобов'язання стосовно Баку. Ці зобов'язання були конкретизовані у таємних нотах.
Німецька імперія взяла на себе зобов'язання перед Росією не втручатися у стосунки між більшовицьким урядом і окремими областями Росії. Цій вимозі російські представники на переговорах надавали особливого значення, звертаючи особливу увагу на спроби створення Донської республіки. Однак, спеціальними нотами було передбачено продовження зайняття німцями Донської області, а також України та Грузії, за умови отримання Росією з України заліза, а із Грузії — марганцю.
Того ж дня, була підписана Російсько-німецька фінансова угода, якою предбачалося, що Росія сплатить Німеччині 6 000 000 000 марок. Параграфом першим статті 3 визначався порядок сплати суми в 1½ мільярда, де зазначалось, що Німецькій імперії буде переведено 245 564 кілограми чистого золота, а також 545 440 000 рублів кредитними білетами номіналом у 50, 100, 250, 500 і 1000 рублів п'ятьма внесками 10, 30 вересня, 31 жовтня, 30 листопада та 31 грудня 1918 року. При укладенні фінансової угоди були враховані претензії Німецької імперії на суму 7—8 мільярдів марок, які фактично визнала російська сторона. Російські контрпретензії були визнані у сумі 1,25 мільярда марок.
Третьою була Російсько-німецька приватно-правова угода.
Два внески, відповідно до § 1 статті 3 Російсько-німецької фінансової угоди, були передані Німеччині і російською стороною велась підготовка до передачі третього внеску.

## Розірвання договору РРФСР
13 листопада 1918 року ВЦВК прийняв постанову про анулювання угоди: Всеросійський ЦВК «урочисто заявив», що умови миру з Німеччиною, підписані у Бересті 3 березня 1918 року, втратили силу й значення; договір, а також Додаткова угода, підписана у Берліні 27 серпня та ратифікована ВЦВК 6 вересня 1918 року, в цілому й в усіх пунктах оголошувалися знищеними. Усі зобов'язання стосовно сплати контрибуції або ж відступлення територій і областей оголошувалися недійсними.